# Grodzisko Dolne
Grodzisko Dolne è un comune rurale polacco del distretto di Leżajsk, nel voivodato della Precarpazia.
Ricopre una superficie di 78,42 km² e nel 2004 contava 8 177 abitanti.